# Meghaduta
Meghaduta (Sanskrit, m., मेघदूत, meghadūta, wörtlich, "Wolkenbote") ist ein Gedicht von Kalidasa.
Dieses kurze Gedicht mit nur 111 vierzeiligen Versen ist eines von Kalidasas berühmtesten Werken. Ein Yaksha (Diener Kuberas, dem Gott des Wohlstands) überzeugt eine vorbeiziehende Wolke, eine Mitteilung an seine Frau auf dem Berg Kailasa mitzunehmen, nachdem er für ein Jahr aus unbekanntem Grunde an einen Ort in Mittelindien verbannt worden ist. Der Yaksha erreicht das, indem er der Wolke erläutert, was für wundervolle Ansichten sich auf Weg nach Norden ergeben, bis sie schließlich in der Stadt Alaka ankommt, wo sich die Frau des Yaksha befindet und auf dessen Rückkehr wartet.
Die erste Übersetzung in eine europäische Sprache stammt von Horace Hayman Wilson, der das Gedicht 1813 ins Englische übertrug. Durch sie lernte auch Goethe das Gedicht kennen, der seiner Bewunderung in einer seiner Zahmen Xenien äußerte:
Was will man denn Vergnüglicheres wissen!

Sakontala, Nala, die muß man küssen;

Und Meghaduta, den Wolkengesandten,

Wer schickt ihn nicht gerne zu Seelenverwandten!

## Beispiel
II.

तां जानीथां परिमितकथां जीवितं मे द्विजीयं

दूरीभूते मयि सहचरे चक्रवाकीमिवैकाम् ।

गाटोत्क्र्ण्ठां गुरुषु दिवसेष्वेषु गच्छत्सु बालां

जातां मन्ये शिशिरमथितां ग्रह्मिनी वाऽन्यरुपाम् ॥ २३ ॥

II.23

Du solltest diese Dame kennen, zurückhaltend in der Sprache und lieblich;

Ich, ihr Partner, der ich weit weg bin, ist sie für mich mein zweites Leben,

Wie ein einsamer weiblicher Cakravaka, der von seinem Partner getrennt worden ist:

Ich glaube, diese junge Dame, erfüllt von tiefer Sehnsucht, 

sieht anders aus in diesen schweren Tagen,

wie eine Lotus-Blume, die vom Winter getroffen wird.
Cakravaka = "Cakra-Vogel": Bekannt dafür, nächtens schreiend zu klagen, wenn von seinem Partner getrennt wird.

## Übersetzungen
- Meghaduta oder der Wolkenbote, in: Prabodhatschandrodaja oder der Erkenntnißmondaufgang. Philosophisches Drama. Übers. von Bernhard Hirzel. Zürich: Meyer & Zeller, 1846.
- Meghaduta oder der Wolkenbote. Eine altindische Elegie, dem Kalidasa nachgedichtet und mit Anmerkungen begleitet von Max Müller. Königsberg: Verlag von Adolph Samter. 1847.
- Der Wolkenbote Meghaduta. Übers. von Helmuth von Glasenapp, Leipzig: Hochschule f. Grafik u. Buchkunst 1959.
- Werke. Übers., Nachw. u. Erkl. von Johannes Mehlig, Reclam, Leipzig 1983, S. 231–252. (Prosa-Übersetzung)